# Rasbora leptosoma
Rasbora leptosoma är en fiskart som först beskrevs av Bleeker, 1855.  Rasbora leptosoma ingår i släktet Rasbora och familjen karpfiskar. Inga underarter finns listade i Catalogue of Life.